# Kajsa Rothman
Karin "Kajsa" Rothman, född 20 augusti 1903 i Karlstad,  död 31 oktober 1969 i Tequisquiapan i Mexiko, var en svensk radiotelegrafist och aktivist, mest känd för sitt deltagande i Spanska inbördeskriget.

## Tidigt liv och resor i Europa
Rothman flyttade till Paris vid 21 års ålder för att studera franska, där blev hon involverad i en tävling i maratondans, ett populärt nöje under 1920-talet. Dessa tävlingar var utdragna evenemang där deltagarna dansade i timmar, ibland dagar i sträck, i strävan efter att vinna priser. Rothmans uthållighet ledde henne att resa genom södra Europa och delta i flera tävlingar. Efter danskarriären arbetade hon en tid som guvernant i Bukarest. 

## Spanska inbördeskriget[2][1]
Rothman arbetade för den svenska Spanienhjälpen, engagerade sig i barnhemsverksamhet i Frankrike och Spanien och skrev i tidningen Solidaritet. Hon rapporterade för svensk radio från Madrid och fungerade som pressattaché åt den spanska regeringen. Vid sitt besök i Karlstad 1938 välkomnades hon av 5 000 personer. Hon höll 135 föredrag med över 50 000 åhörare, startade "Kajsas mjölkfond" för att sända torrmjölk till spanska barn,' och publicerade boken Spanska barn ritar om kriget 1937.

I går var jag ute hela dagen med överläkaren, doktor Bethune. Vi hade blod med oss till frontlasaretten. I ett av dem, i Guadalajara, låg en sårad stackars svensk pojke. Ena armen och andra handen var amputerade och huvudet var illa tilltygat också. Han var så glad att få tala med en svenska.
De hade haft en svår dag den afton han blev sårad – hans kamrat strök med, chefen blev också sårad. Han lyste av förnöjelse när jag berättade om de italienska ammunitionsvagnarna, som helt lugnt, utan att ana det, foro in i våra linjer och om alla tanks, kulsprutor och fångar vi tagit.
—Brev från Rothman till sin mor, mars 1937.

## Efter kriget
Efter kriget återvände Rothman till Sverige där hon fortsatte sitt arbete som aktivist och föreläste om sina erfarenheter i Spanien. Hon blev en symbol för internationell solidaritet, och hennes berättelser och insatser ökade medvetenheten om den humanitära krisen och de politiska striderna i Spanien under och efter inbördeskriget.
Kajsa
Rothman blev så småningom bosatt i Mexiko, där hon levde sitt liv som guide och tolk med en särskild inriktning på mayakulturen. Hon gifte sig i ett skenäktenskap för att erhålla mexikanskt medborgarskap. Hon avled den 31 oktober 1969 i Tequisquiapan i Mexiko och hon har efter sin död blivit uppmärksammad för sitt mod och humanitära arbete.